# Corallorhiza
Corallorhiza là một chi hoa lan. Hầu hết các loài không có lá, hoàn toàn dựa vào nấm cộng sinh, rễ hình san hô để lấy thức ăn. Do sự lệ thuộc này nên chúng không thể trồng thành công.
Hầu hết các loài không sản xuất chlorophyll, và không phụ thuộc vào quang hợp cho năng lượng. Một ngoại lệ là loài Corallorhiza trifida, có một số chất diệp lục và chỉ là một phần phụ thuộc vào các đối tác nấm của nó đối với dinh dưỡng.

## Các loài
| - Corallorhiza anandae - Corallorhiza arizonica - Corallorhiza arizonica - Corallorhiza bentleyi - Corallorhiza bigelovii - Corallorhiza bigelovii - Corallorhiza bulbosa - Corallorhiza corallorrhiza | - Corallorhiza ekmanii - Corallorhiza macrantha - Corallorhiza maculata - Corallorhiza mertensiana - Corallorhiza odontorhiza - Corallorhiza striata - Corallorhiza trifida - Corallorhiza wisteriana |

## Thư viện ảnh

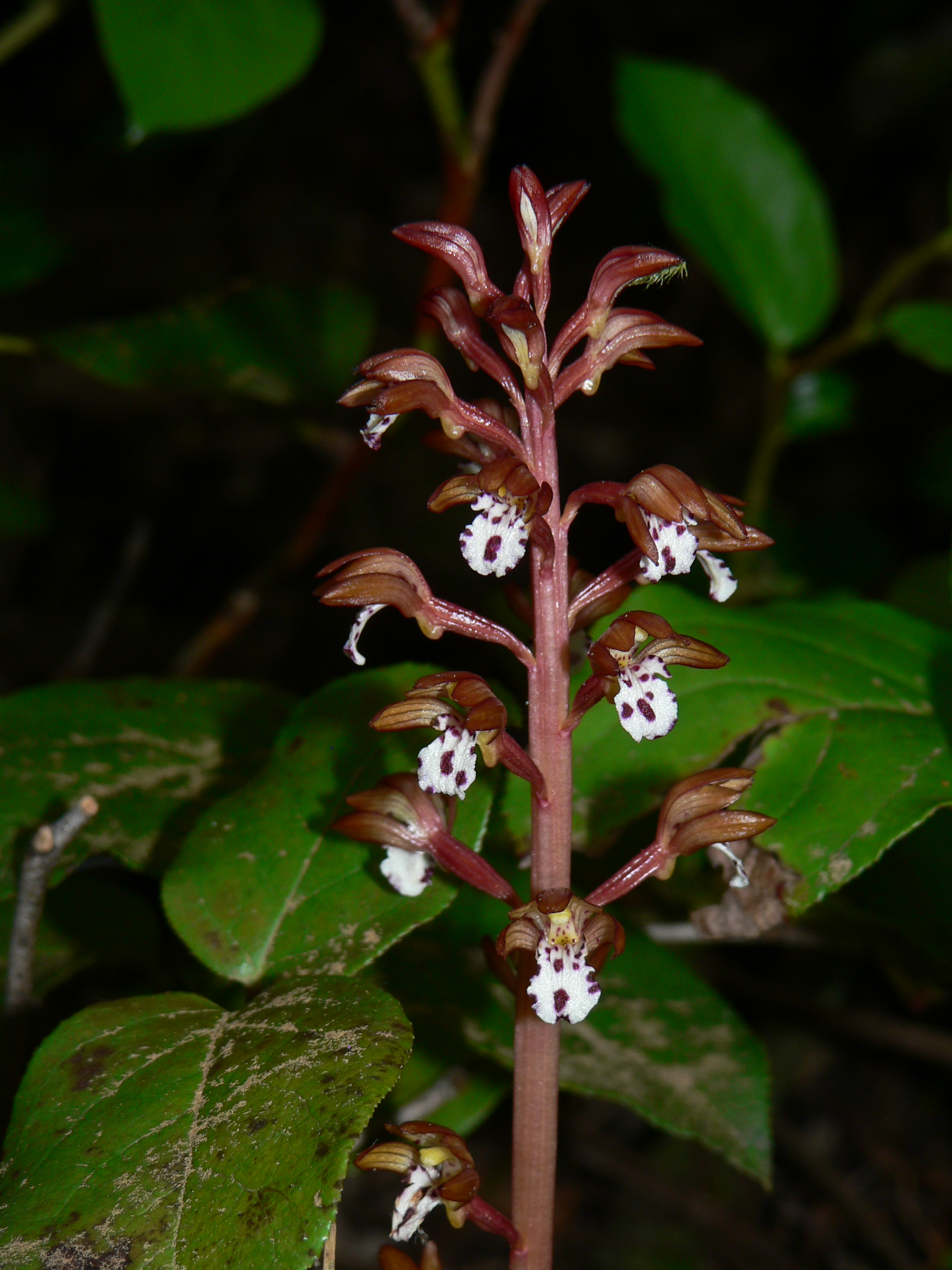
C. maculata
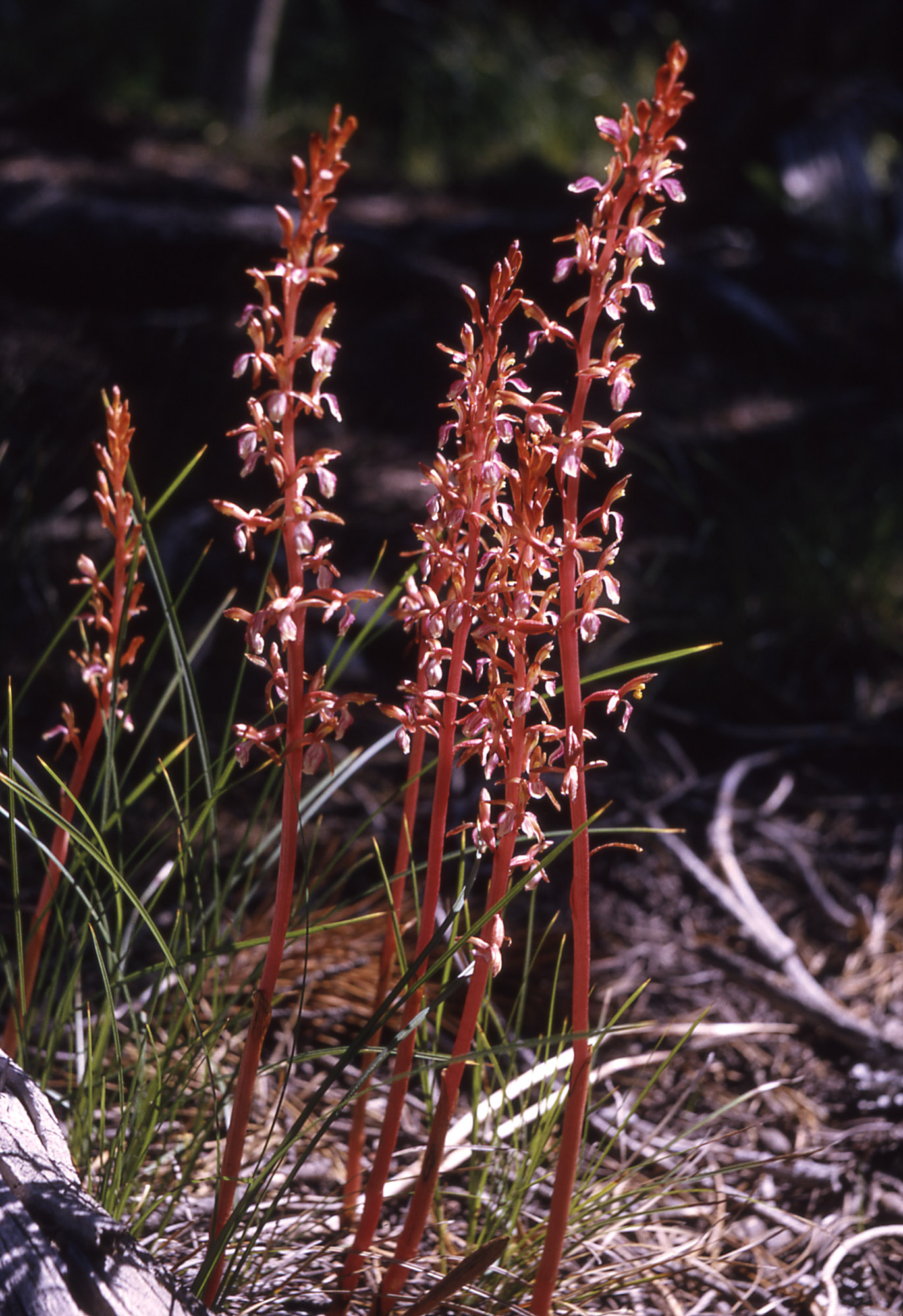
C. mertensiana